# Sperguleae
Sperguleae je biljni tribus iz porodice klinčićevki. Ime nosi po rodu Spergula, hrvatski nazivan koljenika, koji je raširen po Euroaziji i Južnoj Americi. Postoji ukupno 4 roda. Granice između rodova i Spergula i Spergularia (koljeničica) vrlo su nejasne.
U Hrvatskoj rastu 4 vrste koljeničice i dvije vrste koljenike.

## Rodovi
1. Spergularia (Pers.) J. Presl & C. Presl (60 spp.)
2. Spergula L. (12 spp.)
3. Thylacospermum Fenzl (1 sp.)
4. Rhodalsine Gay (1 sp.)